# Кастильехос, Гонсало
Гонсало Рубен Кастильехос (исп. Gonzalo Rubén Castillejos; родился 5 марта 1986 года, Леонес, Аргентина) — аргентинский футболист, нападающий клуба «Сармиенто».

## Клубная карьера
Кастильехос — воспитанник клуба «Росарио Сентраль». 31 августа 2007 года в матче против «Олимпо» он дебютировал в аргентинской Примере. 9 сентября 2009 года в поединке против «Ривер Плейт» Гонсало забил свой первый гол за «Росарио Сентраль». В начале 2010 года Кастильехос подписал контракт с «Ланусом». 31 января в матче против «Уракана» он дебютировал за новую команду. В этом же поединке Гонсало сделал «дубль», забив свои первые голы за «Ланус». Летом 2011 года Кастильехос на правах аренды вернулся в «Росарио Сентраль», где за сезона забил 26 мячей и стал лучшим бомбардиром Примеры B.
В начале 2013 года Гонсало был отдан в аренду в эквадорскую «Барселону» из Гуаякиль. 26 января в матче против «Депортиво Кеведо» он дебютировал в чемпионате Эквадора. В этом же поединке Кастильехос забил свой первый гол за «Барселону». 18 апреля в матче Кубка Либертадорес против уругвайского «Насьоналя» он отметился забитым мячом.
Летом того же года Кастильехос вновь на правах аренды присоединился к «Росарио Сентраль». Летом 2014 года Гонсало был отдан в аренду в «Архентинос Хуниорс». 23 августа в матче против «Химнасии Хухуй» он дебютировал за новую команду. 30 августа в поединке против «Нуэва Чикаго» Кастильехос забил свой первый гол за «Архентинос Хуниорс». По окончании аренды он вернулся в «Ланус», где стал чемпионом страны. Летом 2016 года Кастильехос перешёл в «Феррокарриль Оэсте». 28 августа в матче против «Сентраль Кордовы» из Сантьяго-дель-Эстеро он дебютировал за новую команду. В этом же поединке Гонсало сделал «дубль», забив свои первые голы за «Феррокарриль Оэсте».
Летом 2017 года Кастильехос перешёл в греческий «Аполлон Смирнис». 21 августа в матче против столичного «Атромитоса» он дебютировал в греческой Суперлиге. 22 октября в поединке против «Ксанти» Гонсало забил свой первый гол за «Аполлон Смиринис».

## Достижения
«Ланус»
- Чемпионат Аргентины по футболу — 2016

- Лучший бомбардир Примеры B (26 мячей) — 2012